# 세연중학교
세연중학교는 대한민국 강원특별자치도 태백시 황지동에 있는 공립 중학교이다.

## 학교 연혁
- 1969년 12월 24일 : 황지여자중학교 설립인가 (9학급)
- 1970년 7월 10일 : 황지여자중학교 개교
- 1973년 2월 24일 : 제1회 졸업식 (157명)
- 1983년 3월 1일 : 학급증설 인가 (36학급)
- 2019년 3월 1일 : 세연중학교로 교명 변경 및 남녀공학 전환 (9학급)
- 2023년 9월 1일 : 제27대 성기용 교장 취임
- 2025년 1월 7일 : 제53회 졸업식(79명, 누계 12,940명)
- 2025년 3월 4일 : 제56회 입학식(입학생 77명)

## 참고 자료
- 세연중학교 - 한국교육학술정보원 학교알리미